# 안토니오 루카비나
안토니오 루카비나(세르비아어: Антонио Рукавина, 1984년 1월 26일, 베오그라드 ~ )는 Pirke라는 별명을 가지고 있는 세르비아의 전 축구 선수이다. 그는 FK 베자니야에서의 인상깊은 활약으로 인해 2007년 겨울, 세르비아의 명문 FK 파르티잔에 입단했고, 바로 FK 파르티잔의 주장이 되었다.
그는 2007년, 독일에서 열린 UEFA U-21 유럽축구선수권대회에서 세르비아 대표팀 소속으로 맹활약을 펼쳐 세르비아 축구 국가대표팀에도 선발되었으며, 청소년 대표팀과 성인 대표팀에서의 꾸준한 활약으로 그는 2008년 겨울, €2.5m라는 액수에 분데스리가의 보루시아 도르트문트로 이적하였다. 2009년 여름, 분데스리가 2부의 TSV 1860 뮌헨으로 다시 이적하였다. 이후 루카비나는 3시즌 간 1860 뮌헨에서 활약하였다.
이후 2012년 6월에 루카비나는 스페인으로 옮겨 레알 바야돌리드에서 뛰었다. 그리고 2014년 7월 같은 스페인에 있는 비야레알 CF로 이적하였다.